# Lebanon (Indiana)
Lebanon is een plaats (city) in de Amerikaanse staat Indiana, en valt bestuurlijk gezien onder Boone County.

## Demografie
Bij de volkstelling in 2000 werd het aantal inwoners vastgesteld op 14.222.
In 2006 is het aantal inwoners door het United States Census Bureau geschat op 15.186, een stijging van 964 (6,8%).

## Geografie
Volgens het United States Census Bureau beslaat de plaats een oppervlakte van
18,9 km², geheel bestaande uit land. Lebanon ligt op ongeveer 287 m boven zeeniveau.

## Plaatsen in de nabije omgeving
De onderstaande figuur toont nabijgelegen plaatsen in een straal van 20 km rond Lebanon.